# Hubert Kornecki
Hubert Kornecki (ur. 5 kwietnia 1993) – polski piłkarz ręczny, środkowy rozgrywający, od 2019 zawodnik Stali Mielec.

## Kariera sportowa
Wychowanek KSSPR-u Końskie. W latach 2010–2012 rozegrał w jego barwach w I lidze 31 meczów i zdobył 115 goli. W 2012 przeszedł do Stali Mielec. W Superlidze zadebiutował 5 września 2012 w wygranym spotkaniu z Piotrkowianinem Piotrków Trybunalski (33:26), w którym rzucił bramkę. Wobec dużej konkurencji w mieleckim zespole, jeszcze w 2012 został wypożyczony do KSSPR-u Końskie, w którym dokończył sezon 2012/2013 (w 12 meczach zdobył 61 goli).
W latach 2013–2018 był zawodnikiem Wybrzeża Gdańsk. W jego barwach przez dwa sezony grał w I lidze, a przez trzy sezony w Superlidze, w której zdobył 147 goli. W sezonie 2017/2018 wystąpił wyłącznie w sześciu ligowych meczach, bowiem zmagał się z kontuzją braku, a później palca. W 2018 przeszedł do Górnika Zabrze. Na pierwszym treningu w nowym zespole złamał kość śródstopia w prawej nodze. Gdy we wrześniu 2018 wrócił do treningów, ponownie uszkodził śródstopie, tym razem w drugiej nodze. W marcu 2019 odszedł z Górnika. W ciągu ośmiu miesięcy spędzonych w zabrzańskiej drużynie nie zadebiutował w niej.
Po odejściu z Górnika Zabrze rozważał zakończenie kariery sportowej. W kwietniu 2019 został jednak zawodnikiem Stali Mielec. W sezonie 2018/2019 rozegrał w Superlidze 12 meczów i zdobył 29 goli.
W 2010 uczestniczył w mistrzostwach Europy U-18 w Czarnogórze, podczas których rozegrał pięć meczów i rzucił 16 bramek. W 2012 wziął udział w mistrzostwach Europy U-20 w Turcji, w których wystąpił w siedmiu spotkaniach i zdobył 13 goli. Grał również w reprezentacji Polski B, m.in. w listopadzie 2015 wystąpił w turnieju w Wągrowcu, w którym rzucił sześć bramek w trzech meczach.
W sierpniu 2017 uczestniczył po raz pierwszy w zgrupowaniu reprezentacji A. W kadrze zadebiutował 13 czerwca 2018 w meczu z Hiszpanią (30:31).

## Życie prywatne
Starszy brat piłkarza ręcznego Mateusza Korneckiego.

## Statystyki
| KSSPR Końskie                   | I liga    | 2010/2011 | 12 | 19  | 1,6 |
| KSSPR Końskie                   | I liga    | 2011/2012 | 19 | 96  | 5,1 |
| KSSPR Końskie                   | Razem     | Razem     | 31 | 115 | 3,7 |
| Stal Mielec                     | 2012/2013 | Superliga | 6  | 2   | 0,3 |
|                                 |           |           |    |     |     |
| KSSPR Końskie                   | 2012/2013 | I liga    | 12 | 61  | 5,1 |
|                                 |           |           |    |     |     |
| Wybrzeże Gdańsk                 | 2013/2014 | I liga    | 25 | 70  | 2,8 |
| Wybrzeże Gdańsk                 | 2014/2015 | Superliga | 28 | 95  | 3,4 |
| Wybrzeże Gdańsk                 | 2015/2016 | I liga    | 14 | 35  | 2,5 |
| Wybrzeże Gdańsk                 | 2016/2017 | Superliga | 26 | 48  | 1,8 |
| Wybrzeże Gdańsk                 | 2017/2018 | Superliga | 6  | 4   | 0,7 |
| Wybrzeże Gdańsk                 | Razem     | Razem     | 99 | 252 | 2,5 |
| Górnik Zabrze                   | 2018/2019 | Superliga | 0  | 0   | 0   |
|                                 |           |           |    |     |     |
| Stal Mielec                     | 2018/2019 | Superliga | 12 | 29  | 2,4 |
| Stan na koniec sezonu 2018/2019 |           |           |    |     |     |